# We Belong Together (utwór Randy’ego Newmana)
We Belong Together – singel nagrany i napisany przez Randy’ego Newmana na potrzeby ścieżki dźwiękowej do filmu Toy Story 3 z 2010.
Utwór został nagrodzony Oscarem za najlepszą piosenkę oryginalną.